# Dame sur une terrasse
Dame sur une terrasse est un tableau réalisé par le peintre français Henri Matisse vers 1907 à Collioure, dans les Pyrénées-Orientales. Cette huile sur toile représente une femme assise devant la balustrade d'une terrasse donnant sur une baie où évoluent des voiliers. Passée par la collection particulière de Sergueï Chtchoukine, l'œuvre est conservée depuis 1948 au musée de l'Ermitage, à Saint-Pétersbourg, en Russie.